# ǃHãunu (Mond)
ǃHãunu ist ein Mond des transneptunischen Objektes ǂKá̦gára im Kuipergürtel, das bahndynamisch als „kaltes“ Cubewano eingestuft wird. Der Begleiter weist mit 122 km etwa drei Viertel des Durchmessers des Mutterasteroiden auf. Da beide Himmelskörper um den gemeinsamen Schwerpunkt kreisen, kann das System auch als Doppelasteroiden-System aufgefasst werden.

## Entdeckung und Benennung
ǃHãunu wurde von einem Astronomenteam auf Bildern des Hubble-Weltraumteleskops vom 26. April 2009 entdeckt. Die Entdeckung wurde 2011 bekanntgegeben; der Begleiter erhielt die vorläufige Bezeichnung S/2009 (469705) 1.
Am 16. Juni 2021 wurde der Mond zusammen mit ǂKá̦gára von der Internationalen Astronomischen Union (IAU) dann offiziell nach ǃHãunu benannt, nach der mythologischen Figur des Volkes der ǀXam, deren Khoisansprache im 20. Jahrhundert ausgestorben war. ǂKá̦gára und sein Schwager ǃHãunu kämpften in einer epischen Schlacht im Osten; dabei benutzten sie Blitz und Donner, woraus berghohe Wolken und Regen entstanden. Der Konflikt drehte sich darum, ǂKá̦gáras jüngere Schwester (ǃHãunus Ehefrau) zu ihren Eltern zurückzubringen.
Nach ihrer Entdeckung ließ sich ǂKá̦gára auf Fotos bis ins Jahr 2005 zurückdatieren; daher ist die Umlaufbahn von ǂKá̦gára mittlerweile relativ genau bekannt. Im April 2022 lagen insgesamt 225 astrometrische Beobachtungen über einen Zeitraum von 17 Jahren vor. Die bisher letzte Beobachtung wurde im Januar 2022 am Lowell Discovery Telescope in Arizona durchgeführt. (Stand 10. Februar 2023)

## Bahneigenschaften
ǃHãunu umläuft das gemeinsame Baryzentrum auf einer elliptischen Umlaufbahn in einem mittleren Abstand von 7670 km zum Planetoiden (27,8 ǂKá̦gára- bzw. 31,4 ǃHãunu-Radien) und benötigt dafür 128 Tage 2 Stunden 34,1 Minuten, was 824,7 Umläufen in einem ǂKá̦gára-Jahr (rund 289,24 Erdjahre) entspricht. Die Bahnexzentrizität beträgt 0,694, die Bahn ist 33,3° gegenüber der Bahnebene des Planetoiden geneigt.
In diesem Binärsystem dauert ein Monat dementsprechend 318,6 ǂKá̦gára-Tage.

## Größe
Der Durchmesser von ǃHãunu wird derzeit auf 122 km geschätzt, ausgehend von einem geschätzten Rückstrahlvermögen von 8 %, analog zum Mutterplanetoiden. Ausgehend von diesem Durchmesser ergibt sich eine Gesamtoberfläche von etwa 46.800 km2, was etwas über der Fläche von Estland liegt. Die Entdeckung des Mondes scheint keinen nennenswerten Einfluss auf die Größenbestimmung des Mutterplanetoiden zu haben, welcher nach aktuellen Schätzungen eine Größe von 138 km besitzt. Damit dürfte ǃHãunu 88,4 % des Durchmessers von ǂKá̦gára aufweisen. Die Masse wurde auf 0.89 ± 0.05 · 1018 kg bestimmt. Die scheinbare Helligkeit von ǃHãunu ist um 0,59 % kleiner als beim Mutterasteroiden.
| Jahr                                         | Abmessungen km            | Quelle         |
| -------------------------------------------- | ------------------------- | -------------- |
| 2014                                         | 174,0 +27,0−32,0 (System) | Vilenius u. a. |
| 2019                                         | 122,0 +16,0−19,0          | Grundy u. a.   |
| 2021                                         | 105,0                     | Johnston       |
| Die präziseste Bestimmung ist fett markiert. |                           |                |